# ポテトフライ (お笑いコンビ)
ポテトフライは、かつて吉本興業に所属していた漫才コンビ。

## メンバー
宇野栄二（1959年7月30日 - ）
- 愛媛県今治市出身。
- チャンバラトリオの弟子。後に結城哲也に師事する。
- 現在は、帰郷しYouTube『宇野ポテトちゃんねる』を運営。
- 横山ひろしの甥である。

青野敏行（1960年3月5日 - ）
- 愛媛県今治市出身。
- 1980年12月、チャンバラトリオの弟子。

### 旧メンバー
藤原桂造（1958年5月24日 - ）
- 兵庫県西脇市出身。
- お互いにABCヤングプラザ素人お笑い番組にピンで出ていた宇野と意気投合し、コンビを結成、アマチュア漫才協会で活動(北野誠、タージン、ちゃらんぽらん、やすえ・やすよ)など。
- テレビ東京「全日本ものまね名人大集合」
- その後、チャンバラトリオに再入門し、同時に舞台デビュー、なんば花月　同期はおよそ、ダウンタウン、トミーズ、ハイヒール、内場勝則など。
- ABC新人漫才コンテスト本戦に出演。フジTV笑ってる場合ですよ！君こそスターだ、チャンピオン大会(うのっちょ・いもっちょ、後のザ、ポテト、銀次・政二、まさと・ひとし後のダウンタウン)と共に出演。
- 日本TV「お笑スター誕生」数本出演。
- 現在は、兵庫県西脇市で市議会議員をしている。

## 来歴
宇野と青野はコンビを組む以前の学生時代に、日本テレビのTVジョッキー「ザ・チャレンジ」に出場しチャンピオンに輝いた。
ウルトラチャンピオン大会では貴明＆憲武、現在とんねるずと青野・宇野、後のポテトフライで戦い惜しくも優勝はとんねるずでポテトフライは次点でした。
1980年青野・宇野は横山ひろしにプロ入りを相談したところ、てなもんや三度笠などの脚本を手掛けた作家の
香川登志緒の紹介でチャンバラトリオに弟子入りする。
弟子入りしてすぐ青野は辞めて帰郷する。宇野はチャンバラトリオの付き人を約2年務めた頃、以前から素人番組で知り合った藤原とコンビを組みなんば花月で初舞台を踏む。
1982年宇野は、藤原と「ザ・ポテト」（当初、うのっちょ・いもっちょ名義）というコンビを組み、テレビ・ラジオなどで活躍していたが1986年に解散。
解散した同年、宇野は青野と再度コンビを組み、「ポテトフライ」を結成する。翌年には、NHK大阪放送局主催の「第17回NHK上方漫才コンテスト」で優秀賞を受賞するなど期待されていたが、1990年に解散する。
解散後、青野は1997年に吉本新喜劇に入団し、現在も活躍している。宇野は「宇野ポテト」の芸名で、師匠のゆうきがプロデューサーを務める「難波金融伝・ミナミの帝王」シリーズで、方言指導や脇役をしていた。旧メンバーの藤原はピン芸人「ダービー藤原」として活動の傍ら、故郷の兵庫県西脇市で市議会議員を務めている。

## 出演
- 笑ってる場合ですよ!（1982年、フジテレビ） ‐ うのっちょ・いもっちょ時代
- お笑いスター誕生!!（1983年9月17日・1984年4月28日・5月19日・8月18日・1985年10月19日・11月23日、日本テレビ） ‐ ザ・ポテト時代
- '86ABC漫才・落語新人コンクール（1986年1月15日、朝日放送/関西ローカル「ABCホリデーワイド」） ‐ ザ・ポテト時代
- 第16回NHK上方漫才コンテスト（1986年3月21日、NHK総合/関西ローカル） ‐ ザ・ポテト時代
- 素敵!KEI-SHU5（1987年11月 - 1988年10月、関西テレビ/関西ローカル） ‐ ポテトフライ時代
- 第17回NHK上方漫才コンテスト（1987年3月、NHK総合/関西ローカル） ‐ ポテトフライ時代

## 受賞歴
- 1982年 フジテレビ 笑ってる場合ですよ! お笑い君こそスターだ! 第31代チャンピオン － うのっちょ・いもっちょ時代
- 1987年 昭和61年度 第17回NHK上方漫才コンテスト 優秀賞 ‐ ポテトフライ時代